# زمن الاستجابة (تقنية)

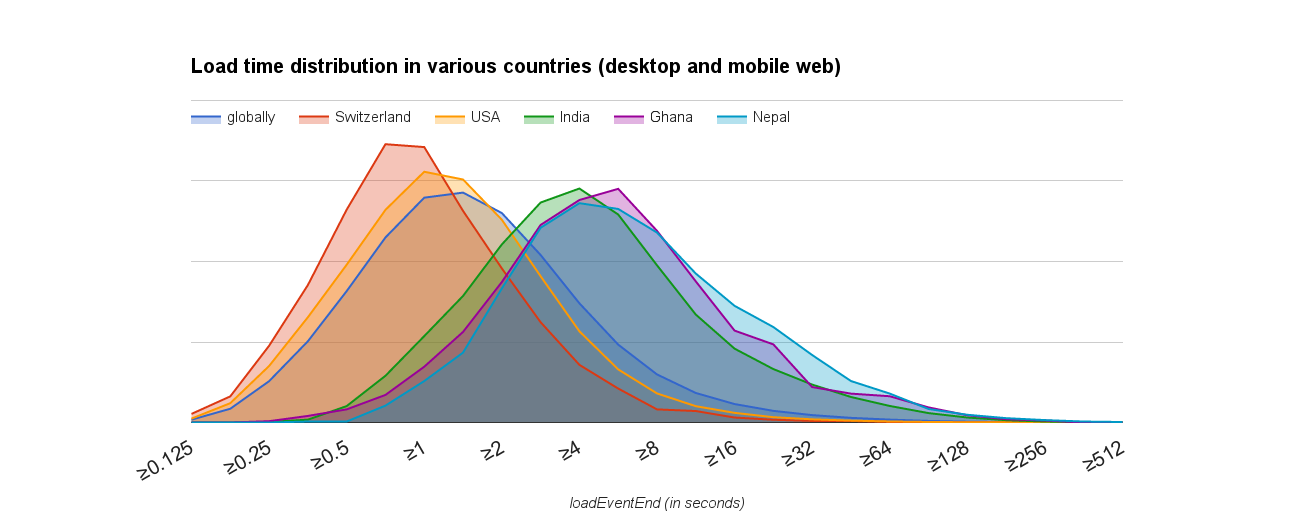

في التقنية زمن الاستجابة (بالإنجليزية: Response time)‏، هو الوقت الذي يستغرقه النظام أو الوحدة الوظيفية للتفاعل مع مدخلات معينة.
في الحوسبة يكون زمن الاستجابة هو إجمالي الوقت المستغرق للاستجابة لطلب الخدمة. يمكن أن تكون هذه الخدمة أي شيء من إحضار الذاكرة أو استعلام قاعدة بيانات معقدة، أو تحميل صفحة ويب كاملة.